# جون لي (مدير)
جون لي (بالإنجليزية: John Lee)‏ هو شخصية أعمال أسترالي، ولد في 15 أغسطس 1964.